# Bandiere dei soggetti federali della Federazione Russa

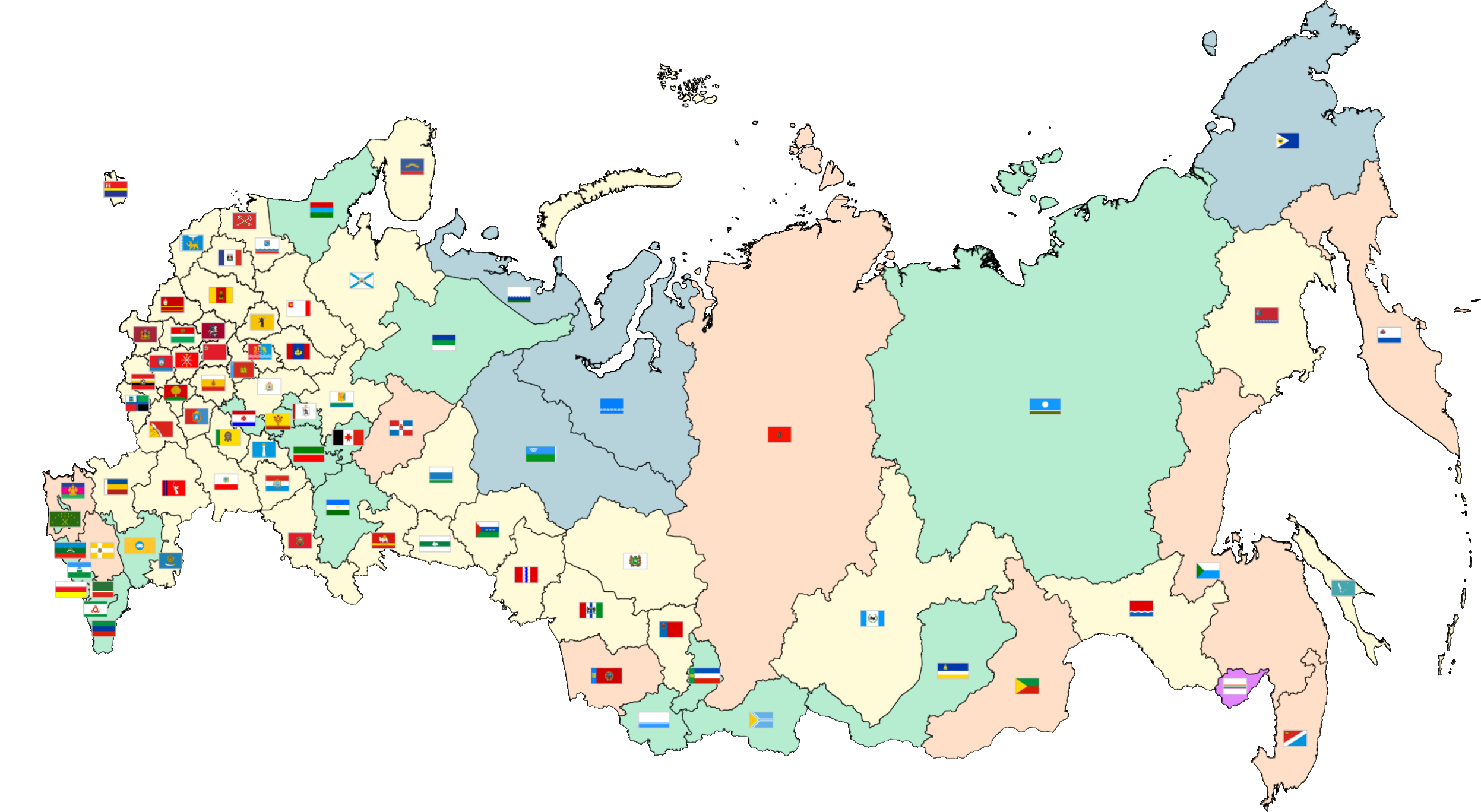
Divisione amministrativa della Federazione russa

In questa voce sono raccolte le 89 bandiere dei soggetti federali della Russia.

## Repubbliche

Bandiera dell'Adighezia
Bandiera della Repubblica dell'Altaj
Bandiera della Baschiria
Bandiera della Buriazia
Bandiera della Calmucchia
Bandiera della Carelia
Bandiera della Cecenia
Bandiera della Chakassia
Bandiera della Ciuvascia
Bandiera del Daghestan
Bandiera dell'Inguscezia
Bandiera della Cabardino-Balcaria
Bandiera della Repubblica autonoma di Crimea
Bandiera della Karačaj-Circassia
Bandiera della Repubblica dei Komi
Bandiera della Repubblica dei Mari
Bandiera della Mordovia
Bandiera dell'Ossezia Settentrionale-Alania
Bandiera della Sacha-Jacuzia
Bandiera del Tatarstan
Bandiera di Tuva
Bandiera dell'Udmurtia

## Territori

Bandiera del Territorio dell'Altaj
Bandiera del Territorio della Kamčatka
Bandiera del  Territorio di Chabarovsk
Bandiera del Territorio di Krasnodar
Bandiera del Territorio di Krasnojarsk
Bandiera del Territorio di Perm'
Bandiera del Territorio del Litorale
Bandiera del Territorio di Stavropol'
Bandiera del Territorio della Transbajkalia

## Oblasti

Bandiera dell'Oblast' dell'Amur
Bandiera dell'Oblast' di Arcangelo
Bandiera dell'Oblast' di Astrachan'
Bandiera dell'Oblast' di Belgorod
Bandiera dell'Oblast' di Brjansk
Bandiera dell' Oblast' di Čeljabinsk
Bandiera dell'Oblast' di Irkutsk
Bandiera dell'Oblast' di Ivanovo
Bandiera dell'Oblast' di Jaroslavl'
Bandiera dell'Oblast' di Kaliningrad
Bandiera dell'Oblast' di Kaluga
Bandiera dell'Oblast' di Kemerovo
Bandiera dell'Oblast' di Kirov
Bandiera dell'Oblast' di Kostroma
Bandiera dell'Oblast' di Kurgan
Bandiera dell'Oblast' di Kursk
Bandiera dell'Oblast' di Leningrado
Bandiera dell'Oblast' di Lipeck
Bandiera dell'Oblast' di Magadan
Bandiera dell'Oblast' di Mosca
Bandiera dell'Oblast' di Murmansk
Bandiera dell'Oblast' di Nižnij Novgorod
Bandiera dell'Oblast' di Novgorod
Bandiera dell'Oblast' di Novosibirsk
Bandiera dell'Oblast' di Omsk
Bandiera dell'Oblast' di Orenburg
Bandiera dell'Oblast' di Orël
Bandiera dell'Oblast' di Penza
Bandiera dell'Oblast' di Rostov
Bandiera dell'Oblast' di Rjazan'
Bandiera dell'Oblast' di Sachalin
Bandiera dell'Oblast' di Samara
Bandiera dell'Oblast' di Saratov
Bandiera dell'Oblast' di Smolensk
Bandiera dell'Oblast' di Sverdlovsk
Bandiera dell'Oblast' di Tambov
Bandiera dell'Oblast' di Tomsk
Bandiera dell'Oblast' di Tver'
Bandiera dell'Oblast' di Tula
Bandiera dell'Oblast' di Tjumen'
Bandiera dell'Oblast' di Ul'janovsk
Bandiera dell'Oblast' di Vladimir
Bandiera dell'Oblast' di Volgograd
Bandiera dell'Oblast' di Vologda
Bandiera dell'Oblast' di Voronež
Bandiera dell'Oblast' di Pskov

## Oblast' autonoma ebraica

Bandiera dell'Oblast' autonoma ebraica

## Città federali

Bandiera di Mosca
Bandiera di San Pietroburgo
Bandiera di Sebastopoli

## Circondari autonomi

Bandiera del circondario autonomo della Čukotka
Bandiera del circondario autonomo Jamalo-Nenec
Bandiera del circondario autonomo degli Chanty-Mansi-Jugra
Bandiera del Circondario autonomo dei Nenec